# Josma Selim

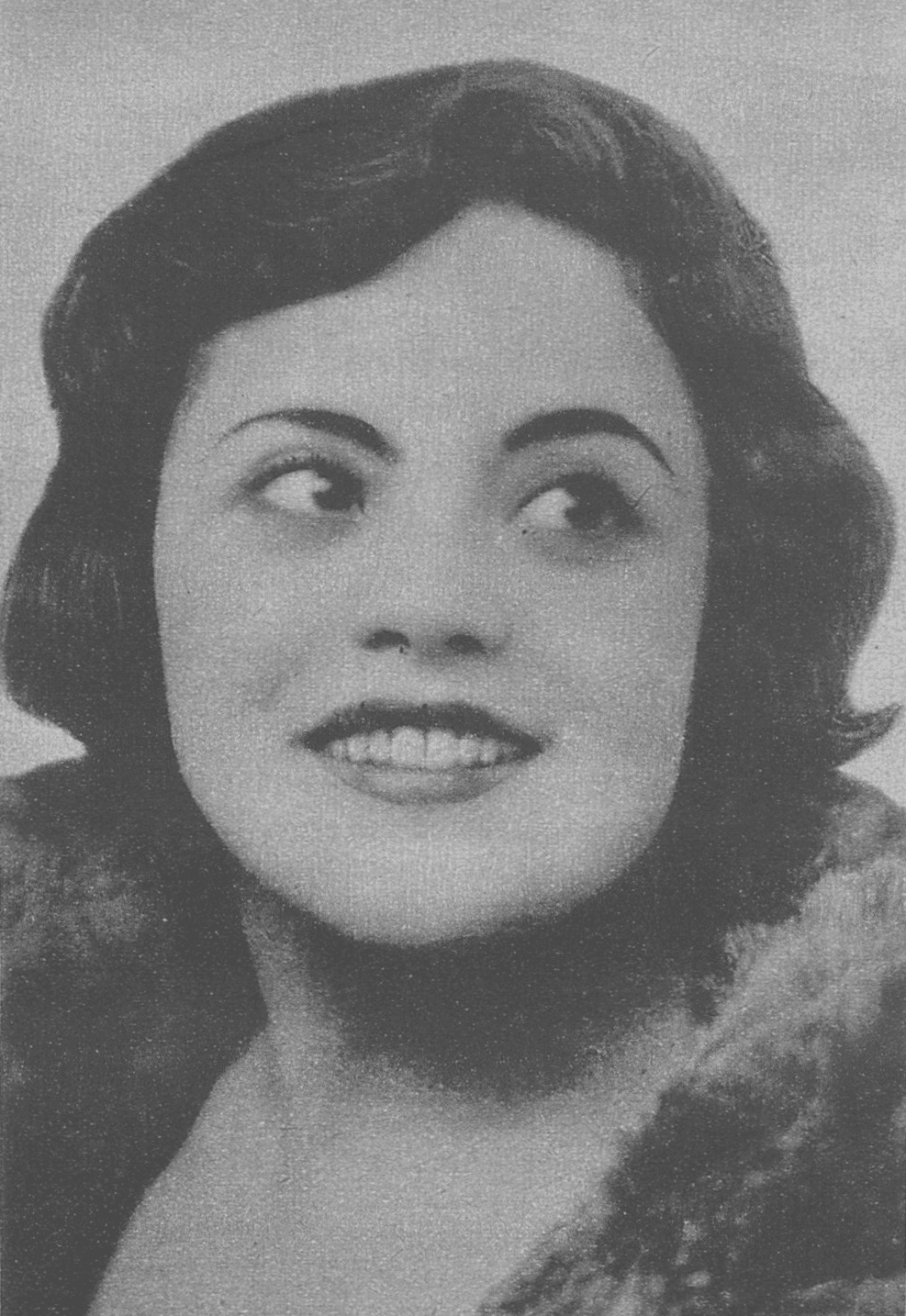
Josma Selim (vor 1920)

Josma Selim, geboren als Hedwig Fischer (* 23. Februar 1886 in Wien; † 25. August 1929 in Berlin) war eine österreichische Sängerin und Diseuse.

## Leben
Josma Selims Mutter Lotti Fischer stammte aus Mähren, ihr Vater ist unbekannt. Selims Eintrag im Geburts-Buch für die israelitische Cultusgemeine in Wien enthält den späteren Zusatz „ist ... 1912 aus dem Judentum ausgetreten“. Ihre Gesangsausbildung erfolgte durch die Wiener Pädagogen Paul Greif-Goldschmidt (1867–1915) und Victor Heim (1878–1942).
Von etwa 1909 bis 1912 trat sie im Wiener Kabarett „Hölle“ auf, ab 1912 im neu eröffneten „Bierkabarett Simplicissimus“. 
Josma Selim war eine gefeierte Chansonnière, als sie 1914 den Komponisten Ralph Benatzky kennenlernte. Sie wünschte sich ein Lied von Benatzky, zu jener Zeit erfolgreicher Newcomer in der Kabarettszene, doch dieser weigerte sich und Selim war entsprechend beleidigt. Später kam es dann doch noch zu einer Aussprache und schließlich sogar zu einer festen Zusammenarbeit, deren Erfolg bis zu Selims frühem Tod im Jahr 1929 anhalten sollte.
In den kommenden Jahren traten beide fast nur noch gemeinsam auf, wobei Josma Selim ihre Gesangsnummern lapidar etwa mit diesen Worten anmoderierte: „Und jetzt ein Wienerlied, ‚Ich muß wieder einmal in Grinzing sein’. Musik und Worte wie bei allen meinen Liedern von Doktor Ralph Benatzky. Am Flügel der Komponist.“ Sogar zu Hause soll sie sich mit den Worten „Hier Josma Selim, am Flügel der Komponist“ gemeldet haben, nachdem beide am 15. November 1914 in Wien geheiratet hatten.
Benatzky schrieb für seine Frau unzählige Couplets und Lieder, eine Synthese aus dem Wienerlied und dem französischen Chanson. Fortan traten beide mit ihrem eigenen Chanson-Programm „Heitere Muse“ im Wiener Kabarett „Simplicissimus“ und bei Gastspielen in den europäischen Hauptstädten auf. Das Erfolgsrezept des gefeierten Künstlerpaares waren Benatzkys brillante Texte und seine ausgefeilten Melodien, die Josma Selim mit Charme und Witz vortrug.
Im Jahr 1924 beschloss das Paar, „wegen der besseren Verdienstmöglichkeiten“ nach Berlin zu ziehen, wie Selim ihrer Mutter schrieb. 1928 traten sie zum letzten Mal gemeinsam in Wien auf. „Eine Ehekrise führte schließlich zu schweren Konflikten. Der überraschende Tod von Selim hat zu vielen Spekulationen Anlaß gegeben.“ Offiziell heißt es, sie sei „an den Folgen einer Lungenentzündung, die sie sich bei einer Bootspartie auf dem Wannsee zugezogen“ hatte, gestorben.

## Schallplatten
Zusammen mit Benatzky machte Selim etwa 50 Aufnahmen (Seiten), wobei einige Titel mehrfach aufgezeichnet wurden. Die ersten Aufnahmen entstanden 1916 für das Label Polyphon in Wien, 1921 folgten 10 Titel für Grammophon in Berlin. Die meisten Schallplatten entstanden von 1924 bis 1926 für Parlophon (Berlin). 1928 folgten schließlich 6 Titel für Electrola.

1996 wurden 18 Titel auf der CD Ralph Benatzky & Josma Selim wiederveröffentlicht (Preiser Records, Wien Best.-Nr. 90313).